# Rapidcreekite
La rapidcreekite est un minéral de la classe des sulfates. Son nom vient de sa localité type, la région de Rapid Creek dans le nord du Yukon au Canada.

## Classification
Selon la classification de Nickel-Strunz, la rapidcreekite appartient à "07.D - Sulfates (séléniates, etc.) avec des anions supplémentaires, avec H2O, avec des cations de taille moyenne et grande ; avec NO3, CO3, B(OH)4, SiO4 ou IO3", avec les minéraux suivants : darapskite, humberstonite, ungemachite, clinoungemachite, charlésite, ettringite, jouravskite, sturmanite, thaumasite, carraraïte, buryatite, bentorite, korkinoïte, tatarskite, nakauriite, chessexite, carlosruizite, fuenzalidaïte et tcheliabinskite.

## Caractéristiques
La rapidcreekite est un sulfate de formule chimique Ca2(SO4)(CO3)·4H2O. Elle cristallise dans le système orthorhombique. Sa dureté sur l'échelle de Mohs est de 2.

## Formation et gisements
La rapidcreekite est un minéral secondaire rare qui se forme sur les surfaces de joints et de lits dans des formations de sidérite riches en quartz. Dans ce contexte, elle est associée à la kulanite, au gypse et à l'aragonite. Elle a été décrite au Canada, en Tchéquie, en Allemagne, en Norvège, en Pologne et en Roumanie.